# Indococcus ridleyi
Indococcus ridleyi är en insektsart som först beskrevs av Takahashi 1951.  Indococcus ridleyi ingår i släktet Indococcus och familjen ullsköldlöss. Inga underarter finns listade i Catalogue of Life.